# Voll (Møre og Romsdal)
Voll este o localitate din comuna Rauma, provincia Møre og Romsdal, Norvegia, cu o suprafață de 0,71 km² și o populație de 494 locuitori (2013).